# Allelujah - Un ospedale in rivolta
Allelujah è un film del 2022 diretto da Richard Eyre.
La pellicola è l'adattamento cinematografico dell'omonima pièce teatrale di Alan Bennett.

## Produzione
Nell'ottobre 2021 è stato annunciato che Richard Eyre avrebbe diretto una riduzione cinematografica dell'ultima commedia di Alan Bennet e le riprese del film sono iniziate alla fine dello stesso mese.

## Promozione
Il primo trailer del film è stato pubblicato il 13 dicembre 2022.

## Distribuzione
Il film è stato presentato in anteprima mondiale l'11 settembre 2022 in occasione del Toronto International Film Festival. La pellicola è stata distribuita nelle sale britanniche dal 17 marzo 2023.